# Wilhelm Beck & Söhne
Wilhelm Beck & Söhne war eine bedeutende Uniform- und Uniformsorten-Fabrik während der österreichisch-ungarischen Monarchie. Die Zentrale lag an der Langen Gasse 1 im 8. Wiener Gemeindebezirk Josefstadt.

## Geschichte

Werbung von Wilhelm Beck & Söhne (1905)

Werbung von Wilhelm Beck & Söhne (1905)

Adolf und Hermann Beck, Söhne des Gründers Wilhelm Beck

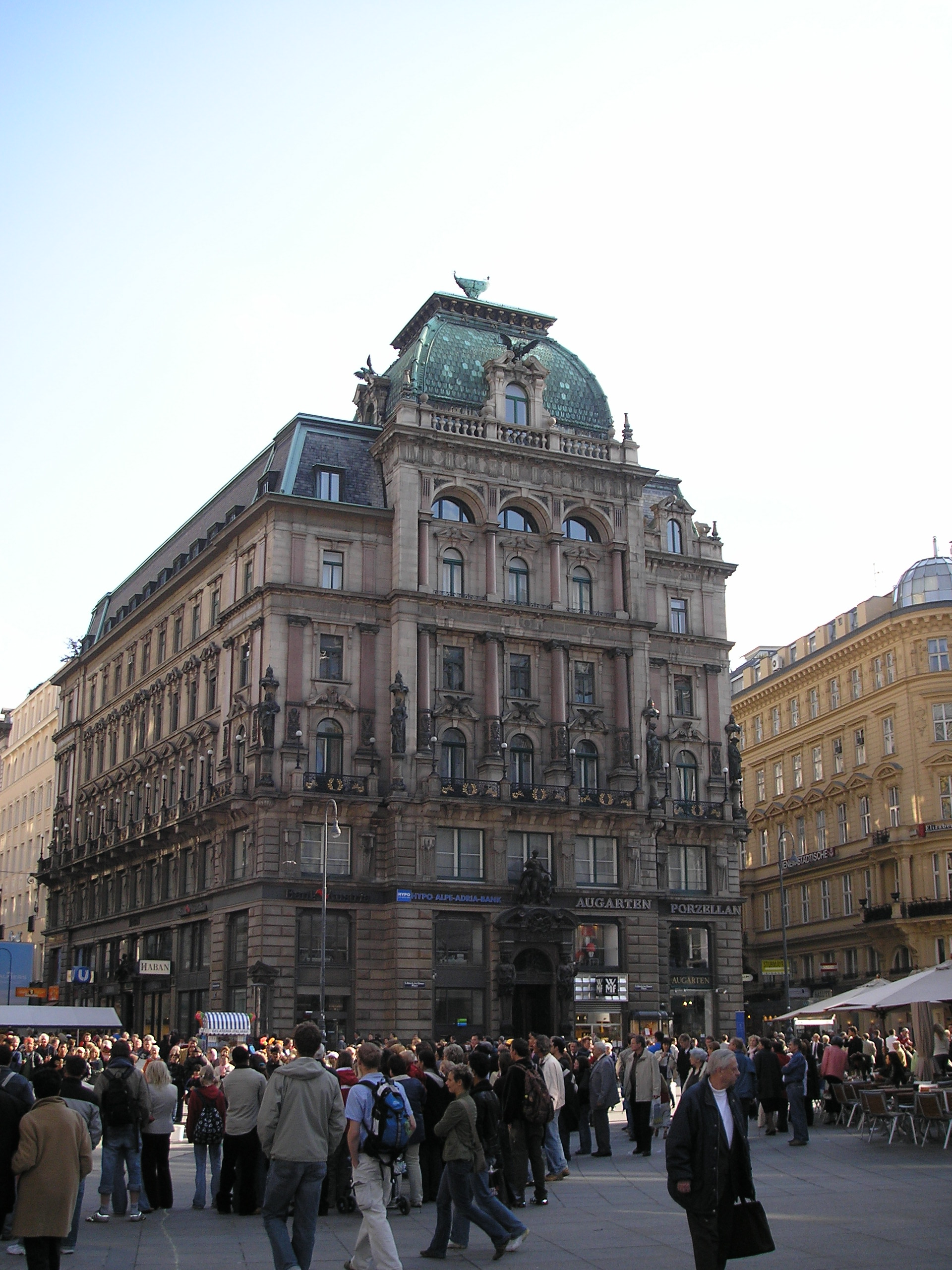
Im Palais Equitable am Wiener Stephansplatz befand sich eine Niederlassung von Wilhelm Beck & Söhne

Der Gründer Wilhelm Beck fing 1849 in einem alten Haus in der Langegasse 1 im 8. Wiener Bezirk mit dem Verkauf von Herren- und Knabenkleidung eigener Erzeugung. Obwohl sein Geschäft am Anfang einen bescheidenen Umfang hatte, wuchs es mit den Jahren immer mehr von einem handwerksmäßigen Betrieb zum Handelsgeschäft und später zur Großindustrie. Durch seinen Geschick und Spürsinn für das kaufmännische konnte er das Geschäft bald zu großem Erfolg führen. 1869 konnte er bereits das Haus, in welchem das Geschäft bis dahin in gemieteten Räumlichkeiten untergebracht war, käuflich erwerben. Zwei Jahre darauf traten seine beiden Söhne Hermann und Adolf als öffentliche Gesellschafter in die Firma, der Name änderte sich damit zu „Wilhelm Beck & Söhne“. Hermann und Adolf Beck brachten bereits umfassende Kenntnisse des Betriebes mit sich und wurden zu einem festen Bestandteil des Unternehmens. Mit der Verlegung auf die Uniformierungsbranche und die Erzeugung von Uniformierungsartikeln in größerem Maßstab expandierte das Unternehmen weiterhin. Die Uniformierungsbranche als selbständiger Industriezweig befand sich damals noch in den Anfangsstadien, auf diesem neuen Gebiet sich zu orientieren war also für die Unternehmer Beck ein Wagnis. Mit der obligatorischen Einführung der Uniform für österreichische Staatsbeamte entstand plötzlich ein wesentlich erhöhter Bedarf nach den verschiedensten Artikeln dieser Art. Die Erwartungen der Becks auf die zukünftige Entwicklung dieses Geschäftszweiges wurden also bei weitem übertroffen.
Bereits seit 1899 besaß das Unternehmen eine Niederlage in der Inneren Stadt von Wien. Ursprünglich befand sich die Niederlage auf der Seilerstätte, 1890 zog sie in das damals neuerbaute Palais Equitable auf dem Stephansplatz um. Das Geschäft war für seine repräsentative Eleganz und Ausstattung bekannt und war eine Sehenswürdigkeit in Wien.
Dem Gründer Wilhelm Beck wurde für seine vieljährige gemeinnützige Tätigkeit das goldene Verdienstkreuz und die große goldene Salvator-Medaille verliehen. Schon vor der Eröffnung der Niederlage am Stephansplatz zog er sich in das Privatleben und überließ das Unternehmen seinen Söhnen alleine zu. Bald darauf im Jahre 1893 nahm Hermann Beck seinen Sohn Otto in die Firma auf. Das alte Stammhaus an der Langegasse wurde auf Grund der Ausdehnung des Geschäftes 1896 umgebaut und an seiner Stelle erhob sich ein großes, im modernen Stil erbaute Warenhaus, in dem sich gleichzeitig die Büros des Unternehmens befanden. Die Firma wendete sich der Fabrikation von Uniformssorten, Kopfbedeckungen und Kürschnerwaren zu, welche von nun an neben der Erzeugung ganzer Uniformsausrüstungen einen getrennten Geschäftszweig bildete. Im Jahre 1901 wurde die Produktion dafür in das neuerbaute, mit den damals modernsten Einrichtungen versehene Fabriksgebäude in der Hirschengasse 25, im 6. Bezirk Mariahilf, verlegt. Um diese Zeit traten noch zwei andere Söhne der beiden älteren Firmeninhaber, Edmund und Arthur Beck, in die Firma ein. Edmund Beck war in der Fabrik im 6. Bezirk, Arthur Beck in der Niederlage am Stephansplatz tätig.
Laut Eigenwerbung fertigte das Unternehmen gestickte Hof-, Diplomaten-, Staats- und Militäruniformen sowie eleganteste Zivilgarderobe und Wäscheausstattung, Sportkostüme und Ausrüstung und Livreen an.
Die Firma war eine der bedeutendsten ihrer Branche in ganz Österreich-Ungarn. Um 1900 beschäftigte sie circa 60 Beamte und 5000–6000 Mitarbeiter und fing an Geschäftsbeziehungen im Ausland aufzubauen. Vertretungen gab es in Belgrad, Sofia und Konstantinopel. 1902 wurden eigene Filialen an der Walowa 11 in Lemberg, am Franz Josef-Platz 4 in Czernowitz, Preßburg und Josefstadt errichtet. Eine weitere Filiale existierte bereits am Burggraben 21 in Innsbruck. Die Erzeugnisse der Firma wurde auf fast allen Ausstellungen, an welchen sie sich beteiligte, mit ersten oder zweiten Preisen ausgezeichnet.
Für diese Verdienste und der erstklassigen Qualität der Produkte wurde das Unternehmen Wilhelm Beck & Söhne zum k.u.k. Hof- und Kammerlieferanten ernannt, weiters war es erzherzoglicher Kammerlieferant, und herzoglich Coburgscher Hoflieferant.
Der Erste Weltkrieg und der Zusammenbruch der Monarchie 1918 brachten dem Unternehmen schwere Zeiten, da der Absatzmarkt wegbrach. Die Abschaffung der Uniformspflicht für einen großen Teil der Beamte in der Republik Österreich zwang das Unternehmen am Ende zu schließen.